# KNVB beker 1971-1972
La KNVB beker 1971-72 fu la 54ª edizione della coppa nazionale di calcio dei Paesi Bassi, la coppa si svolse tutta nell'anno solare 1972

## Primo turno
9 gennaio 1972.
| Squadra 1       | Risultato   | Squadra 2        |
| --------------- | ----------- | ---------------- |
| Heerenveen      | 0 - 1       | Sparta Rotterdam |
| Heracles Almelo | 1 - 4       | Go Ahead Eagles  |
| NAC Breda       | 1 - 0       | SVV              |
| N.E.C.          | 2 - 1       | Roda JC          |
| PSV             | 2 - 0       | Eindhoven        |
| Telstar         | 0 - 1       | Wageningen       |
| Veendam         | 0 - 1       | Volendam         |
| Willem II       | 1 - 2       | Excelsior        |
| DWS             | 1 - 0       | Vitesse          |
| Ajax            | 8 - 3       | PEC Zwolle       |
| AZ Alkmaar      | 1 - 1 (dts) | Den Haag         |
| Groningen       | 1 - 0       | Den Bosch        |
| VVV-Venlo       | 0 - 1       | MVV              |
| Feyenoord       | 3 - 0       | Blauw-Wit        |
| Fortuna Sittard | 1 - 0       | Twente           |
| Haarlem         | 2 - 0       | Utrecht          |

## Ottavi di finale
12, 13 e 20 febbraio 1972.
| Squadra 1        | Risultato   | Squadra 2       |
| ---------------- | ----------- | --------------- |
| N.E.C.           | 1 - 0       | NAC Breda       |
| Excelsior        | 3 - 0       | Haarlem         |
| Groningen        | 3 - 4 (dts) | Wageningen      |
| MVV              | 1 - 2       | Den Haag        |
| Sparta Rotterdam | 2 - 2 (dts) | Feyenoord       |
| Volendam         | 1 - 0       | PSV             |
| Ajax             | 3 - 0       | Go Ahead Eagles |
| Fortuna Sittard  | 1 - 0       | DWS             |

## Quarti di finale
15 e 29 marzo 1972.
| Squadra 1        | Risultato   | Squadra 2  |
| ---------------- | ----------- | ---------- |
| Fortuna Sittard  | 0 - 0 (dts) | Wageningen |
| Sparta Rotterdam | 0 - 1       | Den Haag   |
| Volendam         | 1 - 0       | Excelsior  |
| Ajax             | 1 - 0       | N.E.C.     |

## Semifinali
11 e 12 aprile 1972.
| Squadra 1 | Risultato | Squadra 2  |
| --------- | --------- | ---------- |
| Ajax      | 2 - 0     | Volendam   |
| Den Haag  | 2 - 0     | Wageningen |

## Finale
| Squadra 1 | Risultato | Squadra 2 |
| --------- | --------- | --------- |
| Ajax      | 3 - 2     | Den Haag  |

| Rotterdam 11 maggio 1972                                                   | Ajax      | 3 – 2              | Den Haag | Stadion Feijenoord (60.000 spett.) |
| \| \| \| \| \| Cruijff Mühren Keizer \| Marcatori \| Van Eeden Mansveld \| |           |                    |          |                                    |
|                                                                            |           |                    |          |                                    |
| Cruijff Mühren Keizer                                                      | Marcatori | Van Eeden Mansveld |          |                                    |